# Aliceia
Aliceia is een geslacht van weekdieren uit de klasse van de Gastropoda (slakken).

## Soorten
- Aliceia aenigmatica Dautzenberg & H. Fischer, 1897
- Aliceia okutanii Sasaki & Warén, 2007
- Aliceia simplicissima (Thiele, 1925)